# Cathedral (Colorado)
Cathedral è un census-designated place (CDP) degli Stati Uniti d'America, situato nello stato del Colorado, nella contea di Hinsdale.